# Homosexualité dans la Bible chrétienne
L’homosexualité dans la Bible chrétienne est l'évocation des sentiments et relations homosexuels, généralement masculins, dans l'Ancien Testament (ou Tanakh) et le Nouveau Testament chrétien et les différentes interprétations des théologiens. L'homosexualité étant souvent vue sous un angle défavorable, les exégètes successifs des livres de la Bible l'ont perçue négativement et elle fut condamnée par de nombreux théologiens et par les codes pénaux juifs et chrétiens.
Dans la Bible, l'épisode de la tentative de viol des Sodomites sur des anges dans le livre de la Genèse et sur un lévite à Gibéa dans le livre des Juges, l'interdiction des relations homosexuelles masculines dans le livre du Lévitique et des versets de trois épîtres de Paul de Tarse servent traditionnellement à condamner l'homosexualité.
Depuis la seconde moitié du XXe siècle, ce consensus traditionnel n'existe plus, les positions de plusieurs théologiens juifs et chrétiens contemporains ayant relativisé la question. Ainsi, le catéchisme de l'Église catholique et les Églises orthodoxes condamnent les actes homosexuels en respectant les textes de la Tradition ; à l’inverse, certaines Églises protestantes et certains courants du judaïsme réformé sont plus ouverts sur la question.

## Terminologie
Le mot « homosexuel » apparaît dans la langue française en 1891, par l'intermédiaire du docteur Châtelin, ex-médecin en chef de l'asile de Préfargier, en Suisse, dans un résumé de la Psychopathia sexualis (1886) de Richard von Krafft-Ebing, qui considère les « homosexuels purs » comme sujets à une « inversion du sens génital »,.
L'« homosexualité » et les orientations sexuelles en général n'existaient pas dans la conception de la sexualité humaine des Anciens. La Bible condamne en revanche, dans des contextes différents, les relations sexuelles entre personnes de même sexe. Certains passages bibliques ont pu avoir un sous-texte homoérotique, et certains exégètes ont pu voir des personnages engagés dans une relation homosexuelle ou étant homosexuels eux-mêmes.

## Les péchés de Sodome et de Gibéa
Les épisodes de Sodome, dans le livre de la Genèse, et de Gibéa, dans le livre des Juges, racontent comment des étrangers sont reçus comme hôtes par l'un des habitants de la ville ; les habitants tentent de les agresser sexuellement ; ils refusent les femmes qui leur sont proposées à la place, désirant violer un ou des partenaires masculins ; enfin, la ville est détruite avec ses habitants par l'intervention divine ou par la guerre.

### Les Sodomites
« Les deux anges arrivèrent à Sodome sur le soir ; et Lot était assis à la porte de Sodome. Quand Lot les vit, il se leva pour aller au-devant d’eux, et se prosterna la face contre terre. Puis il dit : Voici, mes seigneurs, entrez, je vous prie, dans la maison de votre serviteur, et passez-y la nuit ; lavez-vous les pieds ; vous vous lèverez de bon matin, et vous poursuivrez votre route. Non, répondirent-ils, nous passerons la nuit dans la rue. Mais Lot les pressa tellement qu’ils vinrent chez lui et entrèrent dans sa maison. Il leur donna un festin, et fit cuire des pains sans levain. Et ils mangèrent. Ils n’étaient pas encore couchés que les gens de la ville, les gens de Sodome, entourèrent la maison, depuis les enfants jusqu’aux vieillards ; toute la population était accourue. Ils appelèrent Lot, et lui dirent : Où sont les hommes qui sont entrés chez toi cette nuit ? Fais-les sortir vers nous, pour que nous les connaissions. »

— Genèse, XIX, 1-5 ; trad.  Louis Segond.

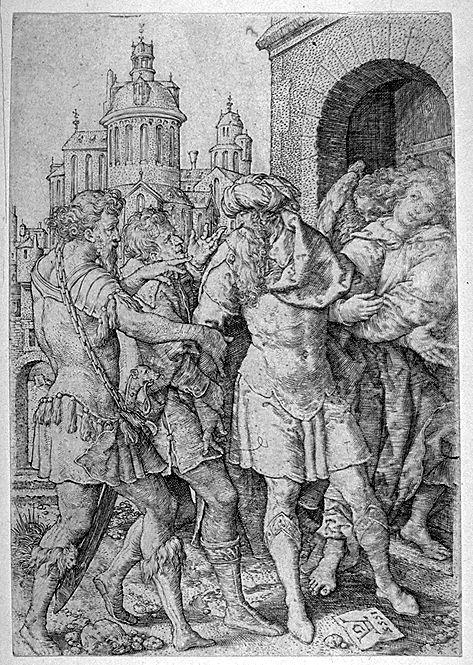
Loth empêchant les Sodomites de violer les anges, gravure de Heinrich Aldegrever. (1555)

Le verbe « connaître » traduit l'hébreu ancien יָדַ֖ע (yadā’), régulièrement utilisé de manière euphémique pour désigner les rapports sexuels. Certains commentateurs objectent que ce verbe ne s'applique qu'aux relations hétérosexuelles et que l'Ancien Testament emploie le verbe « coucher », en hébreu שָׁכַן (shakan), pour décrire les relations homosexuelles. Selon cette interprétation, les Sodomites veulent savoir pourquoi des anges viennent à Sodome, mais la suite du récit démontre que les habitants veulent attenter à l'intégrité sexuelle des envoyés divins. T. Römer et L. Bonjour soulignent qu'il est inconcevable que tous les Sodomites soient homosexuels : Loth ayant proposé ses filles pour sauver les anges, leur demande ne peut donc pas être exclusivement liée à l'acte homosexuel.

### Les Benjaminites de Gibéa

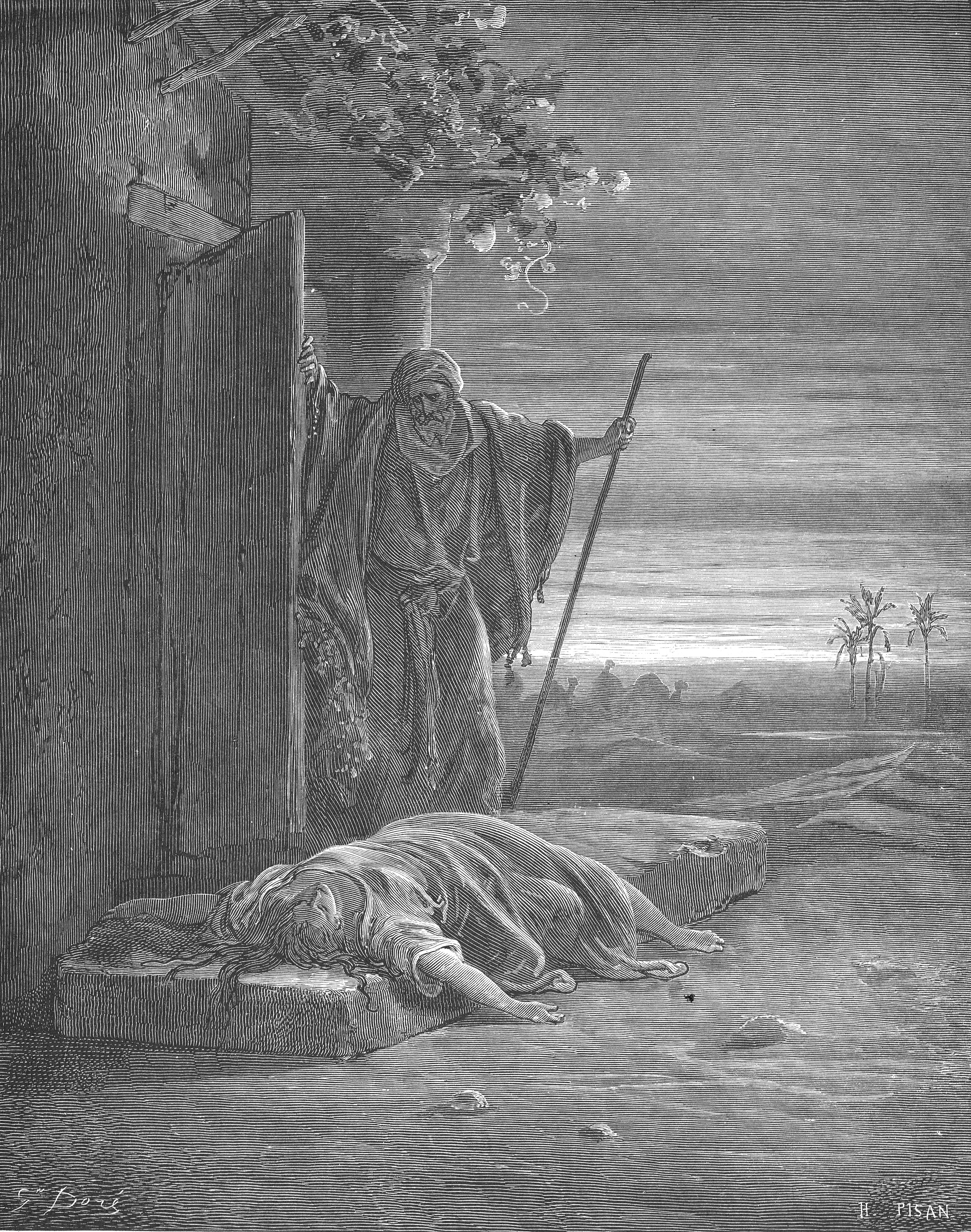
Le Lévite découvrant le corps de sa femme, gravure de Gustave Doré pour la Grande Bible de Tours. (1866)

Un lévite ramène chez lui sa concubine infidèle, qui s'était réfugiée chez son père ; ce dernier demande que le lévite pardonne à sa fille. Le couple arrive à Gibéa, un vieillard les invite chez lui.

« Pendant qu’ils étaient à se réjouir, voici, les hommes de la ville, gens pervers, entourèrent la maison, frappèrent à la porte, et dirent au vieillard, maître de la maison : Fais sortir l’homme qui est entré chez toi, pour que nous le connaissions. Le maître de la maison, se présentant à eux, leur dit : Non, mes frères, ne faites pas le mal, je vous prie ; puisque cet homme est entré dans ma maison, ne commettez pas cette infamie. Voici, j’ai une fille vierge, et cet homme a une concubine ; je vous les amènerai dehors ; vous les déshonorerez, et vous leur ferez ce qu’il vous plaira. Mais ne commettez pas sur cet homme une action aussi infâme. Ces gens ne voulurent point l’écouter. Alors l’homme prit sa concubine, et la leur amena dehors. Ils la connurent, et ils abusèrent d’elle toute la nuit jusqu’au matin ; puis ils la renvoyèrent au lever de l’aurore. Vers le matin, cette femme alla tomber à l’entrée de la maison de l’homme chez qui était son mari, et elle resta là jusqu’au jour. Et le matin, son mari se leva, ouvrit la porte de la maison, et sortit pour continuer son chemin. Mais voici, la femme, sa concubine, était étendue à l’entrée de la maison, les mains sur le seuil. Il lui dit : Lève-toi, et allons-nous-en. Elle ne répondit pas. Alors le mari la mit sur un âne, et partit pour aller dans sa demeure. »

— Juges, XIX, 22-28.
Les auteurs des récits de Sodome et de Gibéa cherchent à décrire comment se manifeste l'orgueil et l'égoïsme, alors ils utilisent le motif d'une tentative collective de viol ; les relations homosexuelles ou les désirs homosexuels ne sont pas le sujet. Cela est un manquement grave aux règles de l'hospitalité dans le monde antique, car il s'inscrit dans un contexte de domination et d'appel à la soumission. Les récits de Sodome et de Gibéa montrent que le viol d'hommes par d'autres était beaucoup plus intolérable que celui des femmes, fussent-elles des filles ou des concubines d'un homme libre. Pour l'épisode de Gibéa, la principale différence est que la concubine est violée toute la nuit et meurt. Comme pour l'épisode de Sodome, il faut comprendre cela dans les concepts de domination et de pouvoir dans la Méditerranée et le Proche-Orient ancien : certains textes (notamment d'Égypte et de Mésopotamie) mentionnent la sodomie dans un contexte militaire, afin de priver les vaincus de leur honneur et de leur dignité de « mâles » : le vainqueur violeur marque sa domination sur le vaincu violé. L'offense des Sodomites est encore plus grandes parce ce que sont d'envoyés divins qu'ils veulent abuser.

### Postérité de Sodome
Le prophète Ézéchiel (XVI, 49-50) décrit en détail dans son livre (chapitre 16, verset 49) que Sodome a été détruite en raison de son inhospitalité, son orgueil, son insouciance et de ne pas avoir secouru les pauvres et les malheureux (égoïsme). C'est le même péché que, dans l'Évangile selon Luc (X, 10-12), Jésus de Nazareth dénonce, déclarant que les villes n'accueillant pas ses apôtres seront traitées avec plus de rigueur que Sodome. 
L'interprétation « homosexualisante » de l'épisode de Sodome aurait émergé lors de la rencontre entre de la culture judéenne avec le monde hellénistique, autour du IIIe siècle av. J.-C. Confrontés aux pratiques pédérastiques et à la nudité en vigueur dans les gymnases grecs et les compétitions sportives, les juifs les plus orthodoxes auraient vu en Sodome le symbole de la civilisation grecque. Cette relecture se lit dans les Bibles réinventées, tel que le Livre des Jubilés, qui fustigent les rapports homosexuels et tout acte de « fornication », c'est-à-dire tout acte sexuel hors mariage et ne s'ouvrant pas à la procréation.  
Ce passage biblique a joué un grand rôle dans l'interprétation juive et chrétienne : jusqu'au XVIIIe siècle, la plupart des traités de morale chrétienne et les codes pénaux des pays chrétiens justifieront la condamnation des actes homosexuels par ce récit.

## Les actes «abominables»

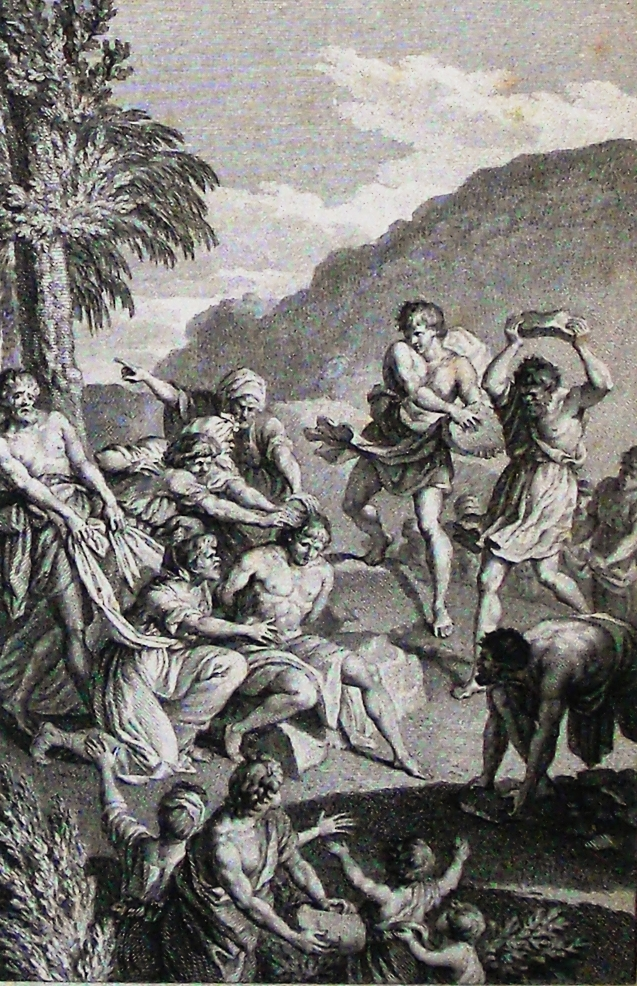
La lapidation des blasphémateurs (Lv, XXIV, 23).

Dans le livre du Lévitique, les actes homosexuels masculins sont une « abomination », en hébreu תּוֹעֵבָ֖ה (toeva), et ils sont explicitement condamnés à deux reprises :

« Tu ne coucheras point avec un homme comme on couche avec une femme. C’est une abomination. »

— Lévitique, XVIII, 22.

« Si un homme couche avec un homme comme on couche avec une femme, ils ont fait tous deux une chose abominable ; ils seront punis de mort : leur sang retombera sur eux. »

— op. cit., XX, 13.
La Bible utilise « abomination » pour désigner tout péché, toute action criminelle en général, le culte des idoles et les idoles elles-mêmes, la profanation de quelque chose de saint, un objet d'horreur ou d'aversion, et enfin une douleur, une indignation ou un désespoir. Le chapitre 18 s'adresse seulement au partenaire actif, mais le chapitre 20 doit être une actualisation qui envisage la peine de mort pour les deux partenaires. Contrairement à la législation d'autres peuples du Proche-Orient où seul l'acte de violence est interdite et condamnée, le Lévitique ne donne aucune précision particulière. L'existence d'actes homosexuels en Israël est certaine, sinon il n'y aurait aucune raison que ces versets servent à les condamner s'ils n'existent pas.  Le prêtre catholique John J. McNeill pense qu'il faut lier cela aux cultes de fertilité en Canaan et donc aux pratiques païennes de la prostitution sacrée, mais c'est une exégèse apologétique selon T. Römer et L. Bonjour. Le rabbin Jacob Milgrom, spécialiste du Lévitique, lit l'interdiction dans la continuation des prohibitions sexuelles pour éviter l'inceste. 
S. Olyan et J. T. Walsh suggèrent que l'interdiction vise tout particulièrement la pénétration anale, en raison de l'humiliation sociale que constitue le fait d'être pénétré pour un homme, la passivité étant associée à la femme. J.J. McNeill suggère aussi que l'interdiction vient du fait que les rapports homosexuels ne donnent pas de postérité et qu'ils peuvent « favoriser une subtile idolâtrie de l'homme par lui-même ».  Des commentaires similaires avaient déjà été formulé par des rabbins, confirmant « l'enjeu de l'interdit est la transgression des frontières entre les genres ». La masturbation et l'homosexualité féminine ne sont pas mentionnées dans le Lévitique parce que ces pratiques ne remettent pas en cause le rôle actif de l'homme.   
L'acte homosexuel est jugé comme une action morale, une « dépravation » car l'homosexualité n'était pas comprise comme une orientation sexuelle normale, résultant d'un phénomène biologique. Avoir des relations sexuelles est envisagé comme le choix par une personne de corrompre l'ordre de la nature, conception de la sexualité qui se retrouve notamment dans les écrits de l'apôtre Paul,. Les rabbins ne s'accordent pas quant à la façon dont il faut interpréter le Lévitique à l'époque contemporaine, certains demandent à relire le Lévitique et actualiser les dispositions sur la sexualité. 

## La prostitution sacrée
Plusieurs passages des livres vétéro-testamentaires évoquent l'existence de prostitution sacrée, masculine et féminine, liée à un temple, en Israël. Entre crochets sont donnés les mots hébreux originaux, suivis des traductions des Septante (si elle existe) et de la Vulgate.

« Il ne sera pas d'hétaïre [qâdesha ; pórne ; meretrix] parmi les filles d'Israël il ne sera pas d'hétaïre [qâdesh ; porneuôn ; scortator] parmi les fils d'Israël. N'apporte pas la comptée de la putain [zona ; pórnes  ; prostibuli] ni le prix d'un chien [kêlêb ; kynos ; canis] à la maison de IHVH-Adonaï, pour tout vœu les deux sont également en abomination pour IHVH-Adonaï ton Elohim. »

— Deutéronome, XXIII, 17-18.

« Il était aussi des prostitués [qâdesh ; sýndesmos ; effeminati] sur terre. Ils font toutes les abominations des nations que IHVH-Adonaï a déshéritées en face des Benéi Israël. »

— 1 Rois, XIV, 24.

« Assa fait ce qui est droit aux yeux de IHVH-Adonaï, comme David son père. Il fait passer les prostitués [qedeshîm ; teletás ; effeminatos] de la terre; il écarte toutes les crottes que ses pères avaient faites. »

— op. cit., XV, 11-12.

« Le reste des prostitués [qâdesh ; effeminatorum] qui restent des jours d'Assa, son père, [Josaphat] les brûle de la terre. »

— op. cit., XXII, 46 (47 pour la Vulgate).

« Il démantèle les maisons des prostitués [qedeshîm ; kadesim ; effeminatorum] qui étaient dans la Maison de IHVH-Adonaï, là où les femmes tissaient des fourreaux pour l'Ashéra. »

— 2 Rois, XXIII, 7.

« [Èlihou dit :] Leur être meurt en pleine jeunesse ; leur vie dans les puteries [qedeshîm ; angélon ; effeminatos]. »

— Job, XXXVI, 14.

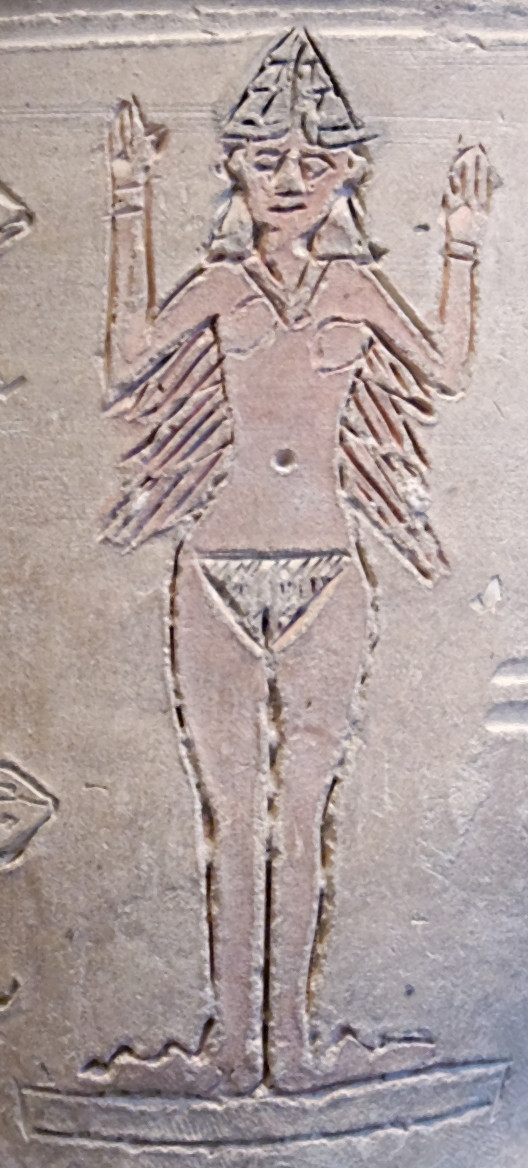
Ishtar, ou Inanna, déesse mésopotamienne du sexe et de la fertilité, représentée sur un vase. (Entre 2000 et 1600 av. J.-C.)

Qâdesh (-hîm (pl.), -ha (fém.), en hébreu : קדשׁ ; qdsh) est traduit par meretrix (prostituée), scortator (coureur de femmes) ou effeminatos (-orum, -i ; efféminé, mou, faible) dans la Vulgate, puis tour-à-tour par porneuôn (un prostitué) ou pórnes (femme de mauvaise vie), sýndesmos  (action de lier ensemble, d'unir), teletè (rite d'initiation, cérémonie ou célébration religieuse, sacerdoce), angélon (messager, -ère, ange), ou simplement restranscrit kadèsim. La racine du mot qâdesh évoque la séparation du profane, ce qui suggère l'étanchéité et le contact entre deux espaces, qui peuvent communiquer et échanger et leur contenu : la forme primitive (en hébreu : קד ; qd) signifie diviser ou couper. Tout ce qui est lié à l'idée de sainteté (actes) et de sacralité (choses) évoque l'idée de séparation, et ce qui est séparé est pur, préservé de la souillure. La consécration est un acte sacrificiel de séparation, il se fait au moyen d'une purification assurée par une série de rites : les deux actes (de consécration et de purification) sont très liés, ce qui empêche de clairement séparer les deux notions.
Dans les sociétés mésopotamiennes antiques, la sexualité n'est ni un tabou, ni un péché : elle fait partie des comportements sociaux qui se manifestent différemment selon le statut social, et en matière de relations homosexuelles, le travesti sera toujours un partenaire passif et l'aristocrate tiendra toujours le rôle actif. Il faut distinguer, ici, deux types de personnes au comportement homosexuel, qui ne sont pas reconnues socialement de la même façon : d'une part, les prostitués d'Ishtar, déesse de l'amour, du plaisir et de la fécondité, qui forment une partie de son clergé, et d'autre part des hommes de cette même hiérarchie, rendant visite aux prostitués d'Ishtar, ou ont une relation secondaire ou passagère. Les premiers sont des homosexuels « professionnels » : on retrouve leur trace dans les textes bibliques sous le nom de « chiens » (cf. l'exemple ci-dessus), sans que ce terme soit forcément péjoratif — un prêtre peut être désigné ainsi, rappelant la fidélité au dieu à l'image de celle du chien au maître. Ces hommes occupent le bas de l'échelle sociale, et le verset du Deutéronome indique qu'il existait bien des prostitué(e)s sacré(e)s en Israël, vraisemblablement désignés par le terme hébreu qâdesh(a) (« saint, consacré »). La condamnation de la prostitution sacrée, évoquée dans les passages bibliques cités ci-dessus, manifeste le rejet de tout culte des dieux autres que celui de Yahweh. Il s'agit non seulement de supprimer la prostitution masculine et féminine, sacrée ou non, ainsi que ses établissements, mais également les hauts lieux, les stèles sacrées, ou les idoles pour chasser du pays ce qui est vu comme impur,.

## David et Jonathan

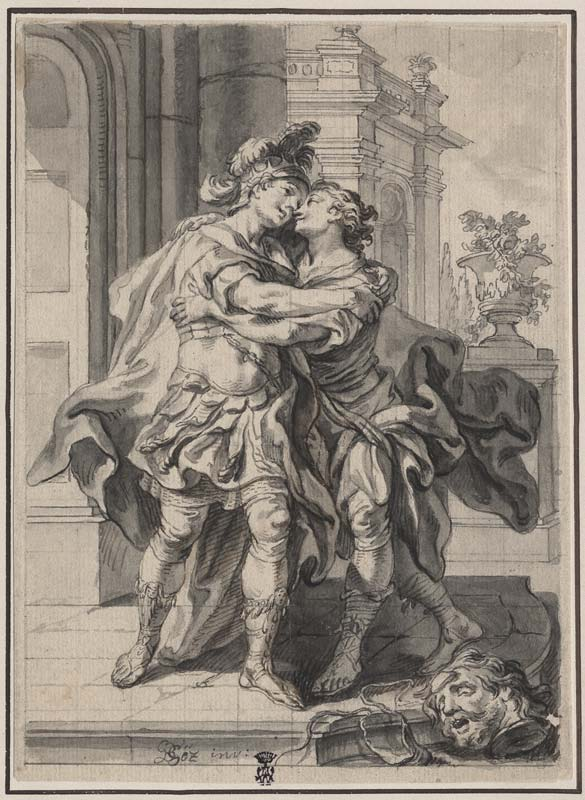
Jonathan accueillant David après avoir vaincu Goliath par Gottfried Bernhard Götz. (XVIII)

Selon les livres de Samuel, David, futur roi d'Israël, fait la connaissance de Jonathan, le fils du roi Saül, à la fin d'une bataille :

« Et quand il a achevé de parler à Shaoul, l’être [nefesh] de Iehonatân se lie à l’être de David. Iehonatân l’aime [’ahab] comme son être. Shaoul le prend, ce jour-là, et ne lui donne pas de retourner à la maison de son père. Iehonatân tranche un pacte [berit] avec David, en son amour pour lui comme son être même. Iehonatân ôte le manteau qu’il porte et le donne à David avec son uniforme, et même son épée, et même son arc, et même sa ceinture. »

— 1 Samuel, XVIII, 1-4.
Leur rencontre est symbolique : en se dénudant, Jonathan renonce à son statut princier pour le donner à David. Or, il est impossible pour un homme de haut rang de se dénuder car les vêtements jouent un rôle social important : ici, il s'agit d'un acte d'investiture politique et « ceinture » signifie « armure » dans 2 Rois 3:2. Précédemment dans le texte biblique, Aaron s'était également dépouillé de ses vêtements pour les mettre sur son fils Éléazar ; de la même manière, Jonathan transfèrerait symboliquement et prophétiquement la royauté de lui-même en tant qu'héritier naturel à David — ce qui adviendra,.
Le verbe hébreu « aimer » est ambigu, car il peut désigner l'amitié ou l'amour. Son utilisation sert à l'auteur de Samuel pour légitimer David comme l'élu de Dieu car tout le monde l'aime, même ses ennemis (comme Saül), et à exprimer la complémentarité, la loyauté et l'égalité du couple. Le mot nefesh signifie « gorge », mais le sens étendu  définit aussi les pulsions et désirs humains, dont le désir sexuel. Berit peut désigner un pacte d'amitié (aucun autre texte biblique ne permet de le confirmer), mais désigne couramment un contrat matrimonial. Le déshabillage de Jonathan a une connotation érotique : s'il avait voulu montrer sa soumission, il aurait seulement présenté son épée, ce qui fait dire à Römer que « le texte ne dit jamais explicitement que David et Jonathan ont couché ensemble. »

« Shaoul parle à Iehonatân, son fils, et à tous ses serviteurs de tuer David. Mais Iehonatân, le fils de Shaoul, désire [khaphets] fort David. »

— op. cit, XIX, 1.
Le verbe « désirer » a une connotation très forte dans la Bible hébraïque, car il désigne une volonté d’appropriation, et est souvent utilisé pour parler de l'attirance sexuelle d'une personne pour une autre.

« La narine de Shaoul brûle contre Iehonatân. Il lui dit : « Fils d’une tordeuse de révolte ! Ne le savais-je pas ? Oui, toi, tu as choisi le fils d’Ishaï, pour ta confusion et la confusion du sexe [‘erwah] de ta mère ! »

— op. cit, XX, 30.

« Iehonatân donne ses [arc et flèches] à [un petit garçon qui l'accompagne] et lui dit : « Va. Fais-les venir en ville. » Le jeune vient. David se lève du côté du Nèguèb ; il tombe les faces contre terre et se prosterne trois fois. L’homme et son compagnon s’embrassent. L’homme et son compagnon pleurent, jusqu’à ce que David fasse grand. Iehonatân dit à David: « Va en paix ! Nous nous sommes juré ceci, nous deux, au nom de IHVH-Adonaï, pour dire: IHVH-Adonaï sera entre moi et toi, entre ma semence et ta semence jusqu’en pérennité ! » Il se lève et va. Iehonatân vient en ville. »

— op. cit, XX, 40 à XXI, 1.

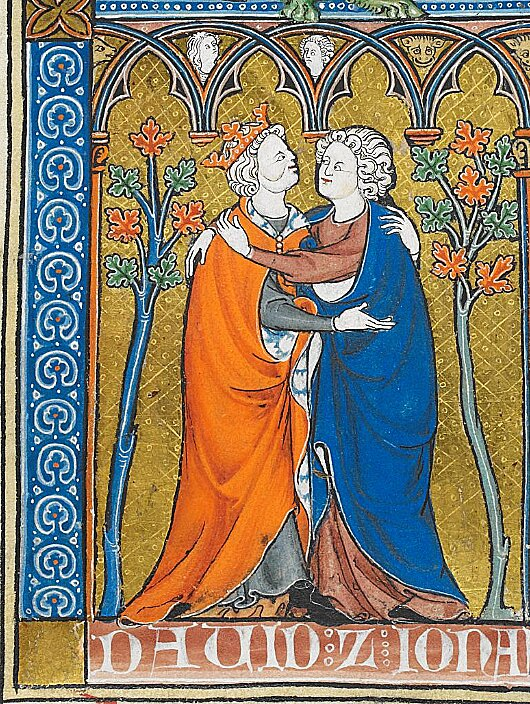
David et Jonathan s'embrassant, enluminure de manuscrit composé v. 1300.

Jonathan se place dans une situation délicate, tiraillé entre sa fidélité pour David et celle pour son père le roi, qui l'admoneste fortement. L'insulte de Saül est un hapax, mais le roi est tellement scandalisé de l'efféminement de Jonathan et de sa relation avec David qu'elle équivaut à un inceste entre Jonathan et sa mère — ce qui est la pire des insultes à cette époque. Leur difficile séparation s'inscrit dans le registre de deux grands amis ou de deux amants, qui se rencontrent à la campagne pour être seuls. Römer note que l'épouse de David est en retrait et qu'il ne s'en préoccupe pas,.
L'éloge funèbre de David à la mémoire de Saül et Jonathan est un argument en faveur de la relation homoromantique entre les fils de Saül et de Jessé :

« Filles d’Israël, pleurez Shaoul ! Il vous revêtait d’écarlate avec raffinements, il rehaussait vos vêtements de parures d’or. Comment sont-ils tombés les héros, au milieu de la guerre ! Victime, Iehonatân, sur tes tertres ! Je suis en détresse pour toi, mon frère Iehonatân, si exquis pour moi ! Ton amour m’était merveilleux plus qu'amour [’ahabah] de femmes ! »

— 2 Samuel, I, 24-26.
Römer et Bonjour reprochent à la TOB de traduire « amour » par « amitié » alors que le mot est le même plus loin. Dans ce verset, Jonathan devient l'objet de l'amour de David comme lui était l'objet de l'amour de Jonathan. Les deux historiens remarquent que ce « type de chants funèbres [est] généralement réservé aux femmes », et « David qui pleure comme une femme sur la mort de Saül et Jonathan » est « très proche du chagrin d'un amant. »
Dès le premier abord, leur relation paraît forte et intime, et les exégèses ont des positions opposées. Sans trancher, Römer et Bonjour concèdent l'ambiguïté du récit biblique, car la relation entre les deux jeunes hommes est « exceptionnelle » et « unique dans toute la Bible hébraïque », alors que leurs relations avec leurs épouses sont racontées de façon fade. L'histoire de David et Jonathan montre un amour très fort, passionné et profond, qui rappelle la relation entre le roi Gilgamesh et Enkidu, que les auteurs de Samuel devaient connaître. Sébastien Doane, professeur d'exégèse biblique à l'Université Laval de Québec, présente les positions contraires du bibliste T. Römer d'un côté, et du pasteur I. Himbaza de l'autre (« rien ne permet de conclure à une relation érotique, pas même le fait que Jonathan embrasse David »), avant de « tout au plus conclure que le récit biblique présente simplement deux jeunes hommes qui s’aiment et partagent une cause commune. »

## Ruth et Naomi
Dans le livre de Ruth, le mari de Naomi et ses deux fils meurent et Naomi dit à ses belles-filles de retourner chez leur famille d'origine.

« [Naomi dit à Orpa et Ruth, ses belles-filles veuves, de la quitter] Elles portent leur voix et pleurent encore. ’Orpa baise sa belle-mère. Mais Rout colle à elle. Elle dit : « Voici, ta belle-sœur est retournée vers son peuple, vers ses Elohîms. Retourne derrière ta belle-sœur. » Rout dit : « Ne me pousse pas à t’abandonner, à retourner loin de toi. Oui, où tu iras, j’irai ; où tu nuiteras, je nuiterai. Ton peuple sera mon peuple ; ton Elohîms, mon Elohîms. Ton peuple sera mon peuple; ton Elohîms, mon Elohîms. Où tu mourras, je mourrai ; et là je serai ensevelie. Que IHVH-Adonaï me fasse ainsi et qu’il m’ajoute ainsi: oui, seule la mort me séparera de toi ! » »

— Ruth, I, 14-17.

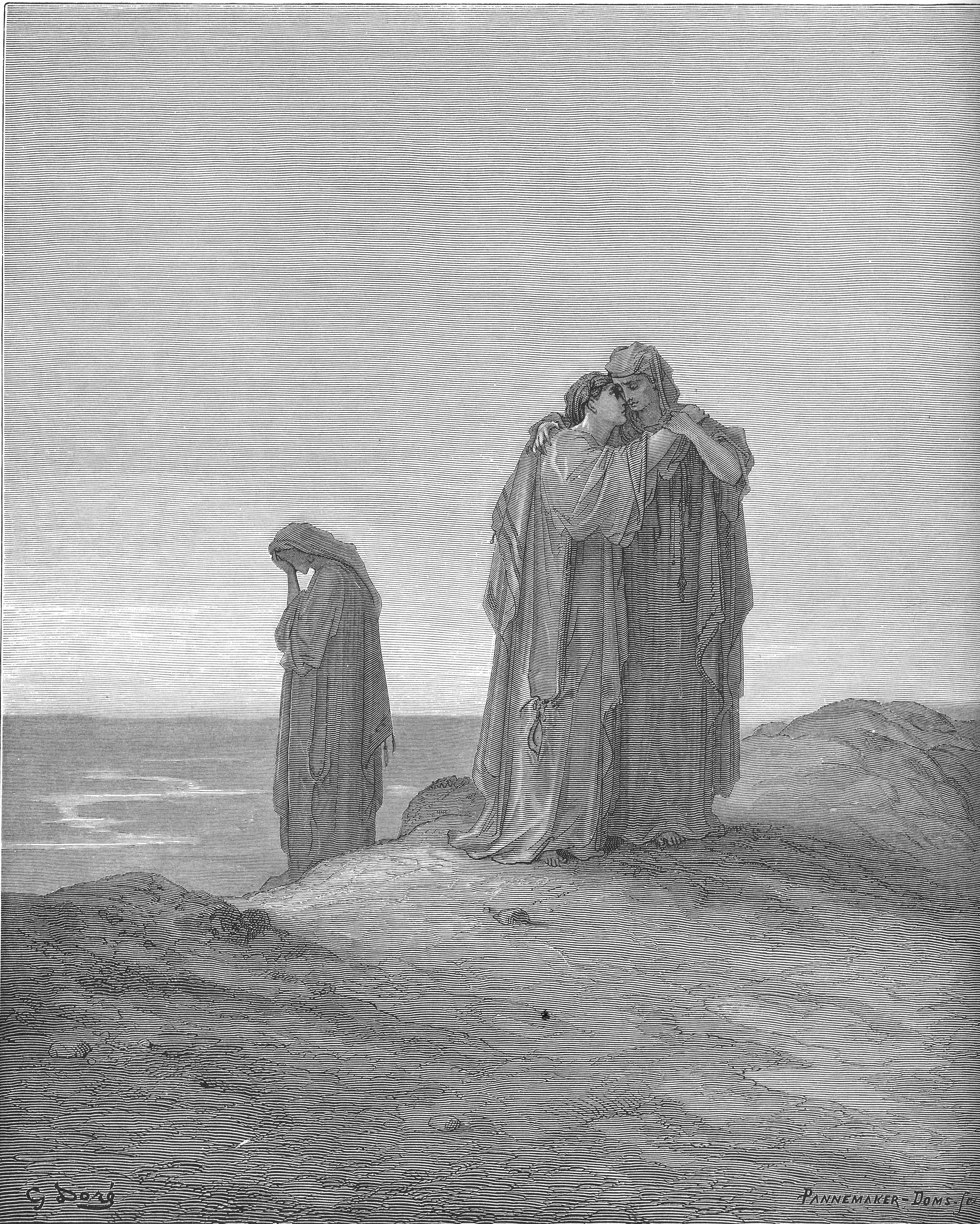
Noémi et ses brus, gravure de Gustave Doré pour la Grande Bible de Tours. (1866)

Pour Tom Horner, prêtre épiscopalien, « nous n’avons toujours pas de raisons suffisantes pour dire avec certitude, toutefois, qu’une relation homosexuelle existait entre Noémi et Ruth, mais il y en a suffisamment pour signaler que la possibilité d’une telle relation ne peut être ignorée. »

## Évangiles canoniques et Actes des apôtres

### Jésus et le disciple bien-aimé

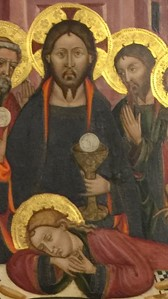
Jésus, tenant le calice pour l'eucharistie, et Jean, endormi sur la table. Détail de la Dernière Cène, dans le panneau central du Retable de l'Eucharistie par Llorenç Saragossà, exposé à l'église de la Nativité de Notre-Dame de Villahermosa del Rio, (XIV).)

Dans les évangiles canoniques, le disciple que Jésus aimait (ho mathētēs hon ēgapā ho Iēsous) est anonyme, mais il est traditionnellement identifié comme Jean de Zébédée, apôtre et réputé auteur d'un évangile, depuis Irénée, évêque de Lyon au IIe siècle. L'existence du disciple est remise en question par les spécialistes, car cette figure du disciple parfait ne serait que le modèle pour tout chrétien. Si l'Évangile selon Jean n'est qu'une œuvre à plusieurs mains, deux versets insistent pour qu'on croie en une existence réelle. Ce disciple se penche sur la poitrine de Jésus et demande qui va le trahir ; il est devant la Croix avec Marie de Nazareth, et Jésus fait de chacun la mère et le fils de l'autre ; il va au tombeau vide le matin de Pâques ; et est présent lorsque Jésus se montre post mortem à ses disciples.
L'assertion selon laquelle Jésus et Jean auraient entretenu une relation plus qu'amicale est ancienne : le dramaturge élisabéthain Christopher Marlowe, connu pour son athéisme et ses blasphèmes, aurait affirmé « que saint Jean l'évangéliste était le compagnon de lit du Christ et s'appuyait toujours sur son sein, qu'il l'a utilisé comme les pécheurs de Sodome » En 1617, le roi Jacques VI et Ier se défendait devant son Conseil privé, qui lui reprochait son favoritisme indécent envers le duc de Buckingham : « Je, Jacques, ne suis ni un dieu ni un ange, mais un homme comme les autres. Ainsi, j'agis comme un homme et confesse aimer ceux qui me sont chers plus que les autres hommes. Soyez assurés que j'aime le duc de Buckingham plus que n'importe qui, et plus que vous qui êtes assemblés ici. Je souhaite parler en mon nom et ne pas avoir l'impression que c'est un défaut, car Jésus-Christ a fait de même, et donc je ne peux pas être blâmé. Le Christ avait Jean et j'ai George. »
Frédéric le Grand, roi de Prusse, écrivit Le Palladion, un poème imprimé pour la première fois en 1749, et dont il ne reste aucun exemplaire original. L'édition de 1788 ne censure que le nom de Jésus, mais celle de 1789 donne le texte sans caviardage. Dans ces vers, le narrateur vient à traiter de sa jeunesse dans un collège jésuite, où il dit que des professeurs le violaient, et un lui dit : « Ce bon saint Jean que pensez-vous qu'il fît, / Pour que Jésus le couchât sur son lit ? / Sentez-vous pas qu'il fut son Ganymède ? »
En 1967, Hugh Montefiore, évêque de Birmingham, suggère que le célibat de Jésus n'a rien de religieux car il était insolite dans le monde juif :

« Les hommes restent généralement célibataires pour trois raisons : soit parce qu'ils n'ont pas les moyens de se marier, soit parce qu'il n'y a pas de filles à épouser (aucun de ces facteurs n'a dû dissuader Jésus) ; ou parce qu’il n’est pas opportun pour eux de se marier à la lumière de leur vocation (nous l’avons déjà écarté pendant les « années cachées » de la vie de Jésus) ; ou parce que ces raisons sont de nature homosexuelle, dans la mesure où les femmes n'ont pas d'attrait particulier pour eux. L'explication homosexuelle est une qu'il ne faut pas ignorer. […] Tous les évangiles synoptiques montrent Jésus ayant une proximité forte avec les « étrangers » et les mal-aimés. Publicains et pécheurs, prostituées et criminels font partie de ses connaissances et compagnons. Si Jésus était de nature homosexuelle (et c'est la vraie explication de son célibat), alors cela serait une preuve supplémentaire de l'auto-identification de Dieu avec ceux qui sont inacceptables pour les défenseurs des « castes dirigeantes » et des conventions sociales. »

— H. W. Montefiore, « Jesus, the Revelation of God », in Christ for Us Today: Papers read at the Conference of Modern Churchmen, juillet 1967, p. 109-110.
Ces propos seront méprisés, mais le prêtre anglican Paul Oestricher croit que la relation particulière entretenue entre Jésus et Jean laisse à penser que le premier était « peut-être bien homosexuel », et que cette thèse est beaucoup plus fondée que celle de la relation amoureuse entre Jésus et Marie de Magdala.
Robert A. J. Gagnon, ancien professeur de Nouveau Testament à Pittsbourg et connu pour ses positions anti-LGBT, considère que cette hypothèse soutient un « agenda homosexuel » car a) agapao et phileo n'ont aucune connotation sexuelle, contrairement à eros, b) et les juifs condamnaient les relations homosexuelles. D'un autre côté note A. Létourneau, eros n'est jamais utilisé dans la Septante, et agape peut très bien y signifier l'amour amical, amoureux, comme dans le Cantique des Cantiques, mais aussi de l'argent ou du conflit. Cette remarque a amené le théologien T. W. Jennings à la conclusion qu'il y avait une possible relation homosexuelle entre les deux personnages bibliques.

### Le centurion et son serviteur

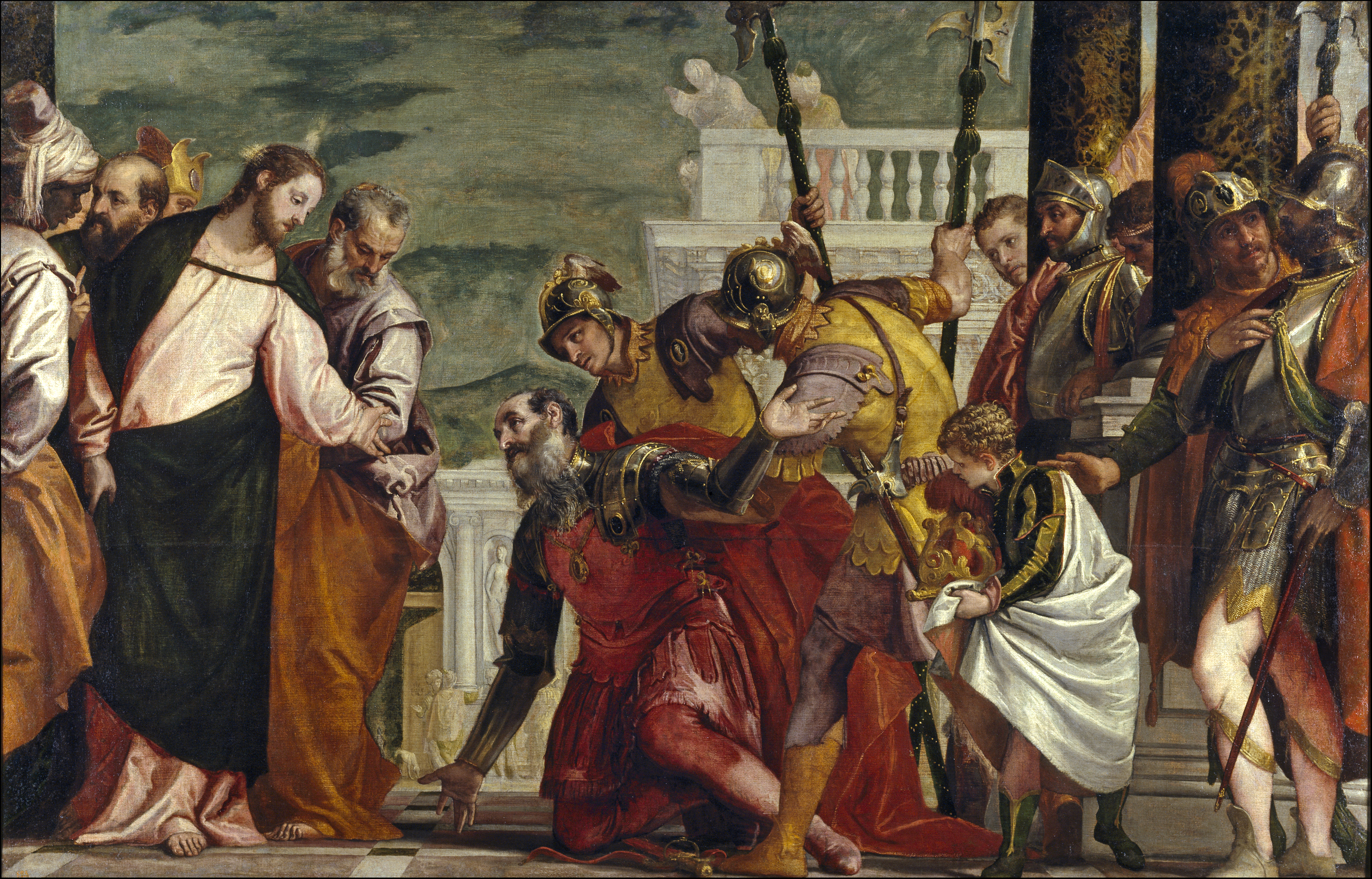
Jésus et le centurion par Paul Véronèse. (v. 1571)

La guérison d'un serviteur d'un centurion, dans les Évangiles selon Luc et Matthieu, laisserait voir, pour certains commentateurs, une relation homosexuelle non condamnée par Jésus.

« À son entrée [de Jésus] à Kephar-Nahoum, un centurion s'approche, le supplie et dit : "Seigneur, mon serviteur est couché à la maison, atteint de paralysie et souffrant beaucoup." Jésus lui dit: "J'irai, et je le guérirai." Le centurion répondit : "Seigneur, je ne suis pas digne que tu entres sous mon toit; mais dis seulement un mot, et mon serviteur sera guéri, car, moi qui suis soumis à des supérieurs, j'ai des soldats sous mes ordres; et je dis à l'un : Va! et il va; à l'autre: Viens! et il vient; et à mon serviteur: Fais cela! et il le fait." Après l'avoir entendu, Jésus fut dans l'étonnement, et il dit à ceux qui le suivaient: "Je vous le dis en vérité, même en Israël je n'ai pas trouvé une aussi grande foi. Or, je vous déclare que plusieurs viendront de l'orient et de l'occident, et seront à table avec Abraham, Isaac et Jacob, dans le royaume des cieux. Mais les fils du royaume seront jetés dans les ténèbres du dehors, où il y aura des pleurs et des grincements de dents." Puis Jésus dit au centurion: "Va, qu'il te soit fait selon ta foi." Et à l'heure même le serviteur fut guéri.. »

— Matthieu, VIII, 6-13.

« Quand il a rempli tous ses dires aux oreilles du peuple, il entre dans Kephar-Nahoum. Or le serviteur [doulos] d'un centurion a mal à en mourir ; et il lui est très cher. Il entend parler de Iéshoua' et lui envoie des Anciens des Iehoudîm le prier de venir sauver son serviteur. Ils arrivent chez Iéshoua', le supplient avec empressement et disent : "Il vaut que tu lui accordes cela. Oui, il aime notre nation et c'est lui qui nous a bâti la synagogue." Iéshoua' va avec eux. Et c'est, quand il n'est plus loin de la maison, le centurion lui envoie des amis pour lui dire : "Adôn, ne te fatigue pas ! Non, je ne vaux pas que tu entres sous mon toit. C'est pour cela aussi que je ne suis pas venu moi-même vers toi. Mais dis une parole, que mon garçon [pais] soit rétabli. Oui, je suis un homme soumis à une autorité, et j'ai sous moi des soldats. Je dis à l'un : "Va !" et il va; à l’autre: "Viens !" et il vient ; et à mon serviteur: "Fais cela !" et il le fait. Iéshoua' entend et s'étonne de lui. Il se tourne vers la foule qui le suit et dit : "Je vous dis : je n'ai pas trouvé en Israël une telle adhérence." Les émissaires reviennent à la maison et trouvent le serviteur en bonne santé. »

— Luc, VII, 1-10.
Dans ce contexte, si doulos signifie toujours « esclave, servile », pais désigne non seulement un enfant, un jeune garçon ou une petite fille, mais aussi un jeune esclave ou un serviteur. D. Helminiak croit que le centurion et son serviteur étaient amants, car pais peut avoir une connotation sexuelle, tandis que W.E. Phipps penche pour une relation érotique ; T. Römer et L. Bonjour mettent en garde contre une « lecture militante » qui fait dire au texte biblique ce qu'il ne dit pas.

### Les eunuques

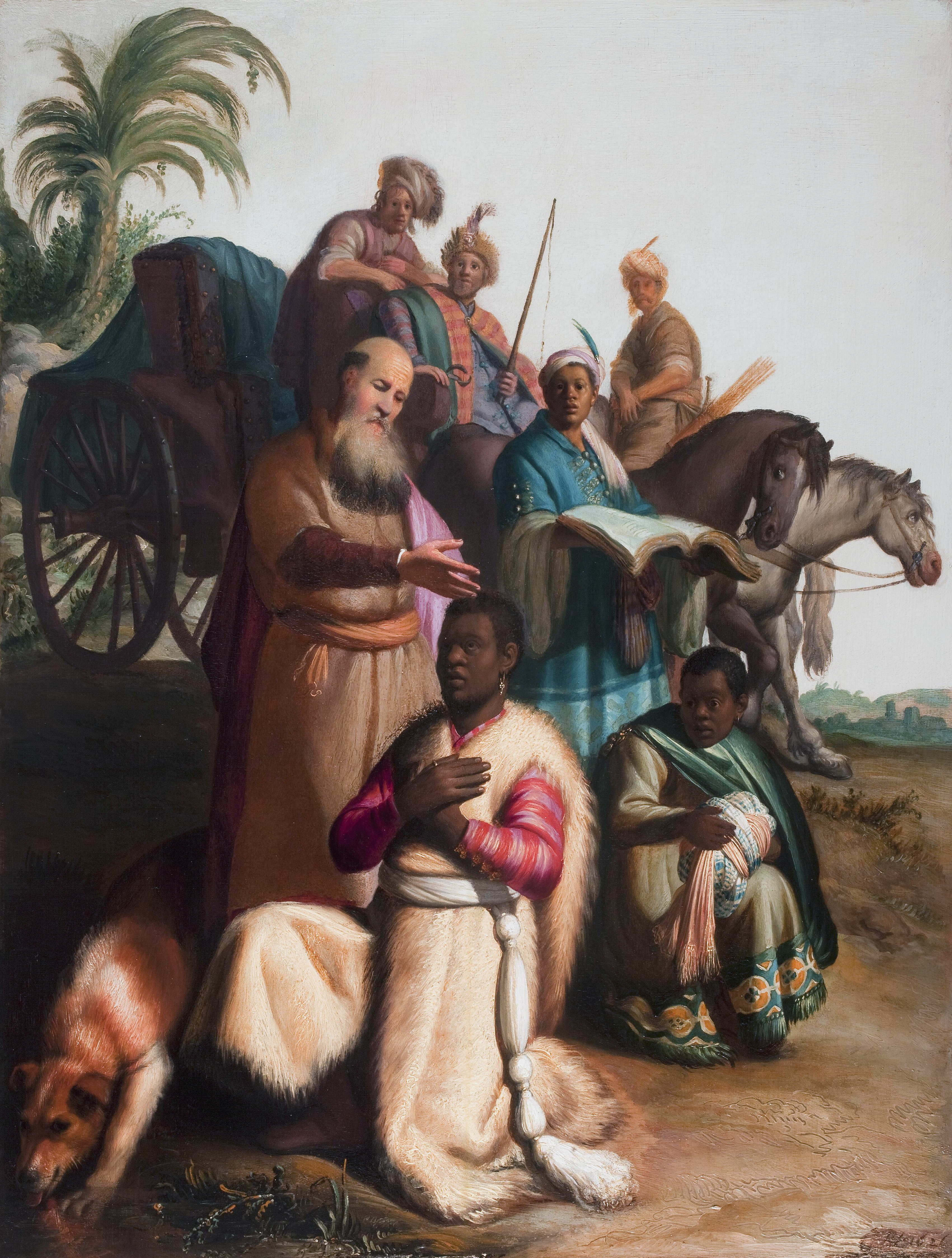
Le Baptême de l'eunuque par Rembrandt. (1626)

J. J. McNeill pointe les catégories d'eunuques dans l'Évangile selon Matthieu, et l'eunuque éthiopien des Actes des apôtres :

« [Le Christ parle aux douze apôtres :] Oui, il est des eunuques qui, du ventre de leur mère, sont nés ainsi. Il est des eunuques qui ont été faits eunuques par les hommes. Et il est des eunuques qui se sont faits eunuques eux-mêmes à cause du royaume des ciels. Qui peut pénétrer, qu'il pénètre" ! »

— Matthieu, XIX, 12.

« Le souffle dit à Philippos : "Approche-toi ; rattrape ce char".  Philippos court. Il l'entend lire le livre de Iesha'yahou l'inspiré. Il dit : "Est-ce que tu pénètres ce que tu lis ? […] Philippos ouvre sa bouche, commence par cet écrit et lui annonce Iéshoua'. Comme ils vont sur la route, ils arrivent à un point d'eau. L'eunuque dit : "Voici de l'eau. Qu'est-ce qui m'empêche d'être immergé ? Il ordonne d'arrêter le char. Ils descendent tous les deux dans l'eau, Philippos et l'eunuque, et il l'immerge. Et quand ils remontent de l'eau, le souffle de IHVH-Adonaï saisit Philippos. L'eunuque ne le voit plus. Il va sa route avec chérissement. »

— Actes, VIII, 29-30 et 35-38.
Selon McNeill : « La première catégorie — les eunuques de naissance — représente la description biblique la plus proche de ce que l'on entend aujourdhui par homosexuel. Il n'est donc pas surprenant que le premier groupe des exclus d'Israël que le Saint-Esprit admette dans l'assemblée nouvelle soit symbolisé par l'eunuque éthiopien. […] L'Esprit Saint prend l'initiative d'amener la communauté chrétienne à accueillir ceux qui, pour des raisons sexuelles, étaient exclus de la communauté de l'Ancien Testament. » Pour la Bible annotée de Neuchâtel, les deux premiers eunuques sont ceux qui sont impropres au mariage car ils ont reçu le don de continence.

## Épîtres de Paul de Tarse

### Les actes contre nature

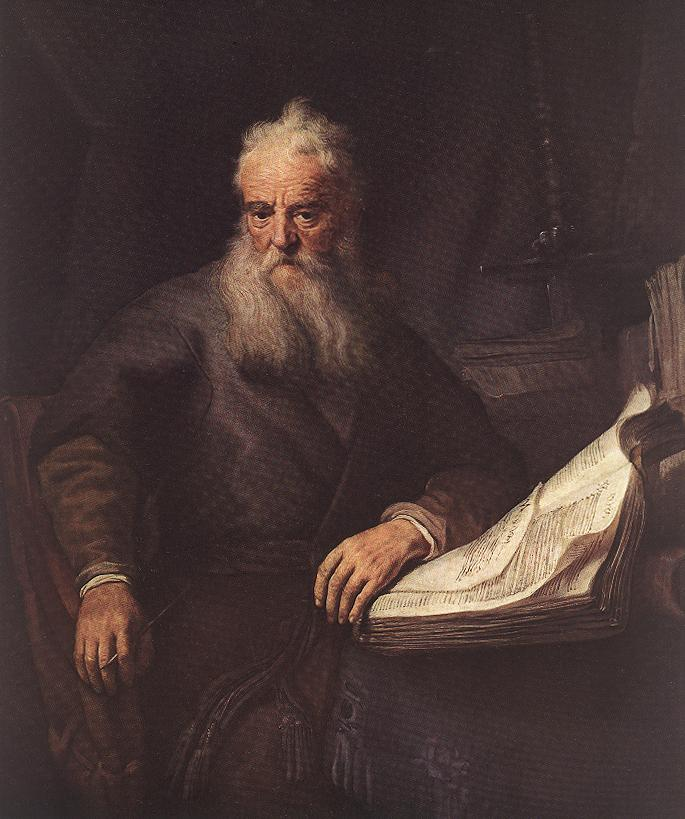
L'Apôtre Paul par Rembrandt. (1635)

Dans les chapitres 1 à 4 de son Épître aux Romains, Paul de Tarse essaie de démontrer l'universalité du péché. Face à ce péché partout présent, l'Évangile annonce « la justice de Dieu par la foi et pour la foi ». Paul de Tarse condamne les idolâtres : alors que les « perfections invisibles de Dieu » sont manifestées dans Sa création, ils ne l'ont pas connu, glorifié, remercié. Bien plus, ils se sont mis à adorer des images d'hommes ou d'animaux.

« C’est pourquoi Dieu les a livrés à l’impureté, selon les convoitises de leurs cœurs ; en sorte qu’ils déshonorent eux-mêmes leurs propres corps ;
eux qui ont changé la vérité de Dieu en mensonge, et qui ont adoré et servi la créature au lieu du Créateur, qui est béni éternellement. Amen !
C’est pourquoi Dieu les a livrés à des passions infâmes : car leurs femmes ont changé l’usage naturel en celui qui est contre nature ;
et de même les hommes, abandonnant l’usage naturel de la femme, se sont enflammés dans leurs désirs les uns pour les autres, commettant homme avec homme des choses infâmes, et recevant en eux-mêmes le salaire que méritait leur égarement.
Comme ils ne se sont pas souciés de connaître Dieu, Dieu les a livrés à leur sens réprouvé, pour commettre des choses indignes,
étant remplis de toute espèce d’injustice, de méchanceté, de cupidité, de malice ; pleins d’envie, de meurtre, de querelle, de ruse, de malignité ;
rapporteurs, médisants, impies, arrogants, hautains, fanfarons, ingénieux au mal, rebelles à leurs parents, dépourvus d’intelligence,
de loyauté, d’affection naturelle, de miséricorde.
Et, bien qu’ils connaissent le jugement de Dieu, déclarant dignes de mort ceux qui commettent de telles choses, non seulement ils les font, mais ils approuvent ceux qui les font. »

— Romains, I, 24-32, traduction Louis Segond.
Roy Bowen Ward — qui adhère la théorie selon laquelle Paul utilisait la conception judéo-hellénistique de ce qui était naturel — rappelle la tradition grecque qui est derrière ce passage biblique dans sa formulation : dans ses écrits, le philosophe Platon considère que ce qui n'est pas naturel est ce qui ne mène pas à la procréation ; cette conception passera dans le judaïsme hellénistique, avec Philon d'Alexandrie et le Pseudo-Phocylide. Cette vision pro-procréative, sans plaisir, de la sexualité va accoucher d'une vision hétérosexuelle de l'acte, et de la notion selon laquelle il y a une différence « naturelle » entre les sexes dans les relations sociales, où les femmes sont passives et les hommes actifs. Louis Crompton et Colin G. Kruse expliquent que dans la culture gréco-romaine antique, être pénétré était humiliant et que les relations homosexuelles se faisaient généralement sous la contrainte ou dans l'inégalité (viol de soldats après une défaite militaire ; maîtres ayant des relations sexuelles avec leurs esclaves ; abus de pouvoir par des supérieurs ; pédérastie). C. G. Kruse ajoute, dans son commentaire de l'épître, les avis d'exégètes aux différentes opinions, et écrit qu'ils divergent beaucoup sur ce que Paul entendait par des relations « contre-nature » ,.

#### Exégèse

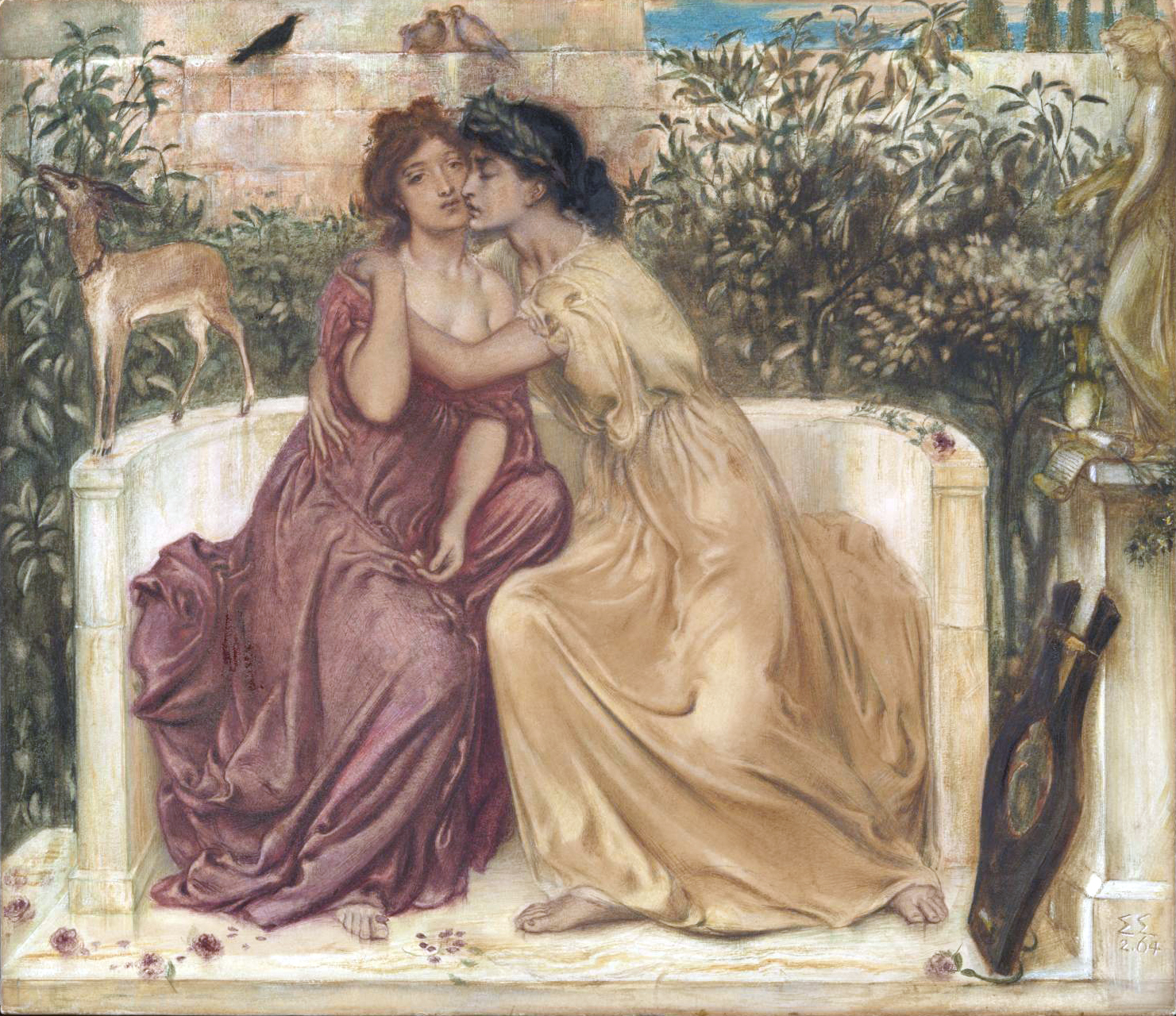
Sappho et Érinna dans un jardin à Mytilène, par Simeon Solomon. (1864)

Origène, père de l'exégèse biblique, se contente de signaler que « Dans le cas de ces femmes et hommes, par l'abandon de l'usage naturel, qui sont enflammés d'une passion pour un usage non naturel, cela est certain qu'ils sont du nombre de ceux qui servent les créatures [les idoles] plutôt que le Créateur, et que Dieu a livrés aux passions dégradantes ». Toujours dans la période des Pères de l'Église (du Ier au Ve siècle), l'interprétation s'est divisée entre ceux qui incluaient les relations homosexuelles féminines dans les actes contre nature (Clément d'Alexandrie, Jean Chrysostome), et ceux qui ne voyaient là que des femmes s'offrant à des hommes car ils considéraient que des femmes ne pouvaient pas avoir une attirance entre elles (Augustin d'Hippone). Augustin, sans remettre en question une possibilité des rapports sexuels entre femmes, croit que ce qui n'est pas naturel est ce qui empêche la procréation, comme les relations sexuelles anales. Jean et Clément disent que les hommes sont les maîtres des femmes, que les femmes sont les aides des hommes, qu'un homme homosexuel devient une femme, et qu'il ne faut pas brouiller les différences entre les deux.
Christian-Georges Schwentzel, professeur d'histoire ancienne à l'université de Lorraine, dit que les femmes qui ont des relations contre nature sont « celles qui acceptent des relations anales avec leurs partenaires masculins, ou encore les femmes qui aiment d’autres femmes. Mais surtout, l’apôtre stigmatise avec vigueur les hommes qui « abandonnant les rapports naturels avec la femme, se sont enflammés de désir les uns pour les autres, commettant l’infamie d’homme à homme ». Suit une cascade de termes négatifs, constituant une diatribe exceptionnellement longue. » Ken M. Campbell, professeur retraité d'études biblique à Belhaven College (Mississippi), avance que Paul considère que ce qui n'est pas naturel est ce qui va contre le plan divin de la Genèse, où Dieu crée l'être humain « mâle et femelle » pour refléter l'image divine et se compléter. D'après Michel Quesnel, Dieu n'a pas cherché à guérir une plaie inguérissable : au contraire, il a aggravé encore plus ce que Paul de Tarse juge comme des déviances. Dieu précipite l'avancée vers la mort pour que devienne possible un nouveau commencement.
Plusieurs psychiatres, hommes d'Église ou historiens ont conclu que ces versets concernent la pratique homosexuelle dans le cas de relations sexuelles illégitimes, rituelle et idolâtre, et que Paul n'aborde pas les relations homosexuelles dans le cadre amoureux,. Au contraire, qu'il essaierait d'être compris par les païens et les juifs sur la grâce salvatrice de Jésus, en leur présentant des modèles pouvant être pécheurs à leurs yeux. Affirmer ce que cette expression [para phusin] signifiait pour Paul est difficile car le passage est peu clair : des théologiens comme D. Eastman croient que cela désigne les personnes qui vivent contre leur propre nature, comme les homosexuels dans le placard. Pour J. J. McNeill, Paul semble fusionner la coutume avec le caractère inné, et « comme Paul utilise mot phusis de façon ambiguë, l'appliquant aussi à la notion de coutume, on ne peut pas dire de ce texte qu'il condamne l'activité homosexuelle comme la manifestation d'un mal intrinsèque, indépendant de la condition des perpétrants, de leurs lois sociales et des coutumes. » Le père Dominique Foyer, professeur de théologie morale à l'UCL, considère qu’il  n’est  pas du tout évident que Paul fasse une telle distinction entre une homosexualité innée (« naturelle ») et une homosexualité acquise ou occasionnelle (« contre-naturelle »), et que l'apôtre condamne tous les actes.
D'après Gérald Caron, professeur à l'Atlantic School of Theology d'Halifax, Paul « ne faisait que reprendre à son compte en Rm 1,26-27 la tradition juive de son époque concernant l’idolâtrie des « païens » et leur perversité morale. […] Paul, c’est-à-dire le Paul de Romains, devient « homophobe ». En effet, la vision de « l’homosexualité » qu’il partage avec ses compatriotes ne cadre tout simplement plus avec la compréhension que nous en avons aujourd’hui. Il est donc indispensable de nous assurer que Paul (ou Rm 1,26-27) ne soit plus utilisé pour promouvoir l’homophobie encore rampante parmi nous. »

### Lesmalakoiet lesarsenokoitai

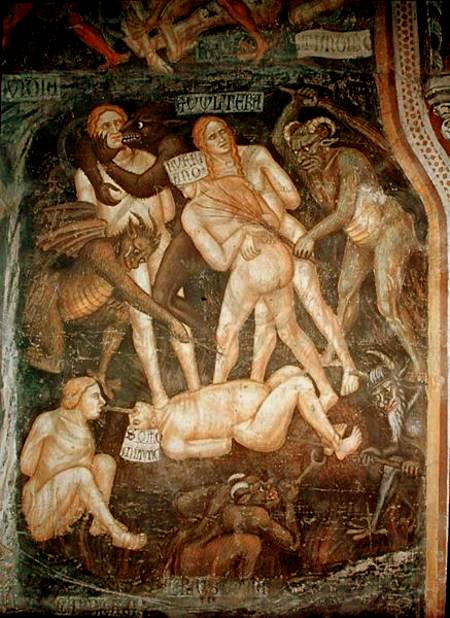
L'Enfer (détail) de la fresque de la Collégiale de San Gimignano, réalisée par Taddeo di Bartolo, inspiré de la Divine Comédie de Dante. (1393) Le sodomite (sottomitto) a un pieu lui entrant dans les fesses et lui sortant de la bouche, et son voisin a la bouche transpercée par le même pieu, une manière de rappeler que la sodomie et la fellation sont deux pratiques également condamnées par Dieu.

Paul de Tarse s'adresse dans la première épître à l'Église des chrétiens de Corinthe, qu'il aurait fondée. Corinthe est située à la jonction de la Grèce balkanique et de la péninsule du Péloponnèse. Elle comptait, à l'époque romaine, de 52 500 à 87 000 habitants.
Corinthe avait, dans l'Antiquité, mauvaise réputation. Chez les Grecs, korinthiazomai signifiait « je vis en libertin », et parmi les personnages du théâtre grec antique, le korinthiazomés est le type même du débauché. Le poète latin Horace disait : « Chacun ne peut aller à Corinthe », parce que cela nécessitait beaucoup d'argent. Les Corinthiens vénéraient surtout la déesse Aphrodite que servaient plus de mille prostituées sacrées. C'est dans ce contexte que Paul rappelle la condamnation qui attend les pécheurs :

« Ne savez-vous donc pas que les injustes n’héritent pas le royaume d’Elohîms ? Ne vous égarez pas : ni les putains, ni les idolâtres, ni les adultères, ni les voluptueux [malakoï], ni les sodomites [arsenokoïtai], ni les voleurs, ni les exploiteurs, ni les buveurs, ni les insulteurs, ni les rapaces n’hériteront le royaume d’Elohîms. »

— 1 Corinthiens, VI, 9-10.
Pareillement à la précédente, la première épître à Timothée, qui n’est pas de la main de l’apôtre, dresse une liste des « injustes » et des pécheurs :

« Or nous savons que la tora est belle si elle est servie selon la tora, sachant que la tora n’est pas pour le juste, mais pour les sans-tora, pour les insoumis, pour les impies, pour les fauteurs, pour les sacrilèges, pour les profanateurs, pour les parricides, pour les matricides, pour les tueurs, pour les putassiers, pour les pédérastes [arsenokoitai], pour les trafiquants d’hommes, pour les menteurs, pour les parjures, et pour tout ce qui s’oppose à un enseignement sain selon l’annonce de la gloire et de la marche d’Elohîms que j’ai reçue en moi. »

— 1 Timothée, I, 8-11.
Les différentes traductions en français de malakoi ( malakos (sing.), relâché, mou, efféminé ; en latin : cathimi) sont assez homogènes, mais il fut plus difficile de rendre clair le sens d’arsenokoitai (arsenokoites (sing.) ; « homme de mœurs contre nature »).
La Vulgate traduit malakoi par mollis, signifiant « eunuque » quand il est un nom, et « agréable », « mou » ou « efféminé » quand il est un adjectif. Elle traduit arsenokoitai par masculorum concubitores (« ceux qui couchent avec des hommes »), ce que McNeill interprète comme désignant les « concubins » dans le cadre de la prostitution masculine.

#### Rejet de tous les actes homosexuels et sodomites?
Le concept des arsenokoitai ne fut pas limité aux relations homosexuelles, car Jean IV le Jeûneur, patriarche de Constantinople à la fin du VIe siècle, écrit dans son Pénitentiel que des hommes ont commis l’arsenokoitia avec leurs épouses. Michael Carden, cité par P. Kea, suggère qu'à ce siècle, le terme était synonyme de rapports non-procréatifs anaux, que cela soit avec des hommes ou des femmes, en plus d'être associé avec la violence et les choses malhonnêtes.
Le Glossarium eroticum linguæ latinæ donne à mollis les sens de « pathicus, patiens in pædicatione » (« passif / homosexuel, passif lors de la sodomie »), « pædico » (« sodomite/homosexuel »), « effœminatus, libidinosus » (« efféminé, débauché »), Concernant son utilisation dans la Bible latine, l'abbé Charles Huré recense sept sens pour mollis, dont celui d'impudique ou d'efféminé, qu'il définit comme « ou ceux qui se corrompent eux-mêmes, ou, comme plusieurs l'entendent, ceux qui se prostituent aux autres de même sexe. » Le seul sens donné pour concubitor masculorum est « sodomite, abominable ».
C.-G. Schwentzel indique que Paul justifie ses diatribes par le fait que la reproduction devrait avoir la procréation comme unique but (ce qui n'est pourtant jamais formulé ni par Jésus ni explicitement par la tradition juive, qui vante au contraire le plaisir érotique). Selon Yolande Girard, bibliste de Montréal, « [p]our décrire les rôles passif (malakoï) et actif (arsekoïtai) de l’acte homosexuel, Paul va même jusqu’à créer des néologismes pour lever toute ambiguïté quant à la culpabilité de l’acte. » David F. Wright et K. M. Campbell considèrent qu’arsenokoites ne désigne pas uniquement la prostitution masculine ou la pédérastie, mais concerne les relations homosexuelles en général ; Wright ajoute que le terme est inventé par les Juifs hellénistiques, qui ont utilisé deux mots grecs (arsên et koitê) apparaissant dans la version grecque du Livre du Lévitique (18:22 et 20:13), qui condamne les relations homosexuelles masculines,.
R. Gagnon cite l’Apologie d'Aristide d'Athènes (1re moitié du IIe siècle), qui accuse (entre autres chefs) les dieux païens d’arsenokoitias. Gagnon interprète le terme à lumière de la description des différentes relations sexuelles de Zeus avec des femmes et l'enlèvement du jeune Ganymède, dont l'Athénien juge que celui qui imite Zeus deviendra « un adultère ou un homme qui couche avec des hommes [androbatên] […] ». Gagnon suggère que l’arsenokoitia est analogue à la paidophthoria (corruption ou séduction de jeunes garçons) : dans les textes chrétiens allant du IIIe siècle au Ve siècle, ces noms sont alternativement groupés après la porneia (fornication) et la moicheia (adultère). Il avance des conclusions similaires à celles de Girard, de Wright et de Campbell, ne considérant pas comme R. Scroggs (cf. infra) qu'il faille limiter cela aux seules situations d'exploitation d'un homme par un autre homme, et trouvant D. B. Martin (cf. infra) trop restrictif, notamment avec la Réfutation de Hippolyte de Rome, où Martin ne voit qu'une référence au viol.
Römer et Bonjour écrivent que Paul et l'auteur de 1 Timothée n'évoquent et ne condamnent l'homosexualité « qu'en passant », pour désigner des désordres dans les communautés ne prenant pas encore sérieusement le message chrétien. La connotation sexuelle de malakos est rejetée, mais celle d’arsenokoites est « indéniable », bien qu'elle puisse désigner tout comportement sexuel jugé inacceptable, sans renvoyer à l'homosexualité ni à la pédérastie ; pour eux, la traduction « pédéraste » est inappropriée car il peut dépasser ce cadre. Ils soulignent que Paul ne cherchait à pas créer une nouvelle éthique sexuelle puisqu'il croyait la venue du Royaume très proche : dans la tradition apologétique juive, il lie idolâtrie, relations sexuelles non-procréatives, pulsions incontrôlées et violences.

#### Rejet de la pédérastie et de la prostitution?

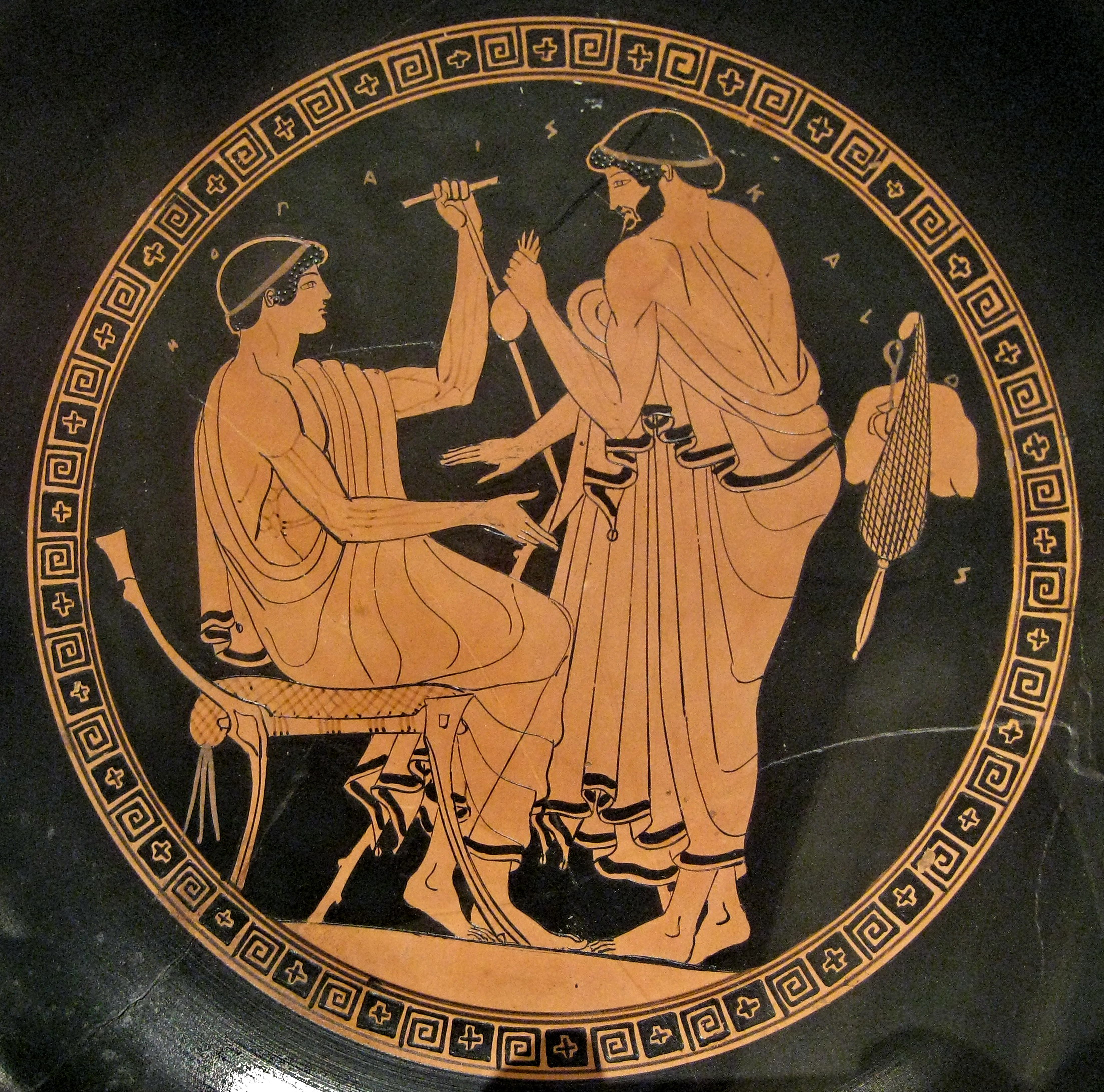
Homme sollicitant les faveurs d'un garçon en échange d'une bourse remplie d'argent. ΗΟ ΠΑΙΣ ΚΑΛΟΣ (« Le garçon est beau »). Kylix athénien à figures rouges conservé au Metropolitan Museum of Art de New York. (Ve siècle av. J.-C.)

Cette lecture traditionnelle et traditionaliste des épîtres est néanmoins remise en question : par exemple, pour Joseph Walter Miller, pasteur ayant soutenu les droits LGBT, R. Gagnon dessert sa cause : si arsenokoitia est synonyme de paidophthoria, alors ce mot ne désigne que la pédérastie.
Dale B. Martin, bibliste épiscopalien libéral, cite plusieurs textes du christianisme primitif, dont le Traité à Autolyque de Théophile d'Antioche, les Actes de Jean (en) (écrits du IIe siècle), la Réfutation de toutes les hérésies de Hippolyte de Rome (début du IIIe siècle) ou les Oracles sibyllins (texte composite écrit du Ier siècle au VIe siècle), où le péché d’arsenokoites se réfère à des relations sexuelles dans un cadre économique ou coercitif. Il considère encore que la réduction au pénétré (malakoi) et pénétrant (arsenokoites) est « davantage motivée par l'idéologie hétérosexiste que par la critique historique », « plutôt que de noter que les arsenokoites peuvent faire référence à une forme spécifique d'exploitation », et d'admettre que « malakos est une condamnation générale de toute efféminement » en raison du sexisme ambiant,.
Pour le bibliste Robin Scroggs, cette interprétation est plausible mais uniquement limitée aux relations homosexuelles dans une situation relevant de l'exploitation. Dans les exemples cités par l'auteur, malakos (ou sa variante malthakos) est utilisé pour parler des hommes efféminés, tendres, ou passifs dans une relation pédérastique (que Plutarque désigne comme ceux faisant acte de malakia) ; Scroggs suggère que malakos désigne des « call boy efféminés » et les arsenokoitai sont ceux qui les entretiennent comme des « maîtresses » ou font appel à eux pour satisfaire leurs désirs sexuels.
Dans son exégèse sur 1 Corinthiens, Gordon Fee, théologien américano-canadien, écrit que malakoi est un adjectif péjoratif, traduisible par « doux » ou « efféminé », se référant au partenaire plus jeune et passif dans une relation pédérastique — « la forme la plus commune d'homosexualité dans le monde gréco-romain. » En revanche, arsenokoitai est plus difficile et ambigu alors Fee ne tranche pas : cela pourrait désigner les hommes qui ont des rapports homosexuels avec les prostitués ou ceux qui ont des rapports homosexuels hors de ce cadre.
McNeill rappelle qu’arsenokoitai est inédit avant les écrits de Paul de Tarse, alors qu'il existait plusieurs mots pour désigner les personnes ayant des pratiques homosexuelles. Celui-ci décide de ne pas s'étendre sur l'absence de liens entre homosexualité et efféminement (au sujet de malakoi), et considère que « [l]e mot arsenokoitai ne s'applique donc sans doute pas à un comportement homosexuel en général », et que Paul n'a voulu parler que de la prostitution masculine, associée à l’idolâtrie dans le Tanakh, ce qui serait en accord avec la traduction de la Vulgate.
Tout en concluant que le terme reste incertain aux yeux de bien des experts, D. Eastman est du même avis, car le chapitre s'étale beaucoup sur le sujet de la prostitution, et le mot est composé d'arsen (homme) et koites (lit, couche). Selon lui, Paul ne condamne que la fornication, la prostitution, et les personnes qui manquent de discipline morale. M. West penche plutôt pour la condamnation de pratiques idolâtres et pédérastiques.

## Épîtres catholiques

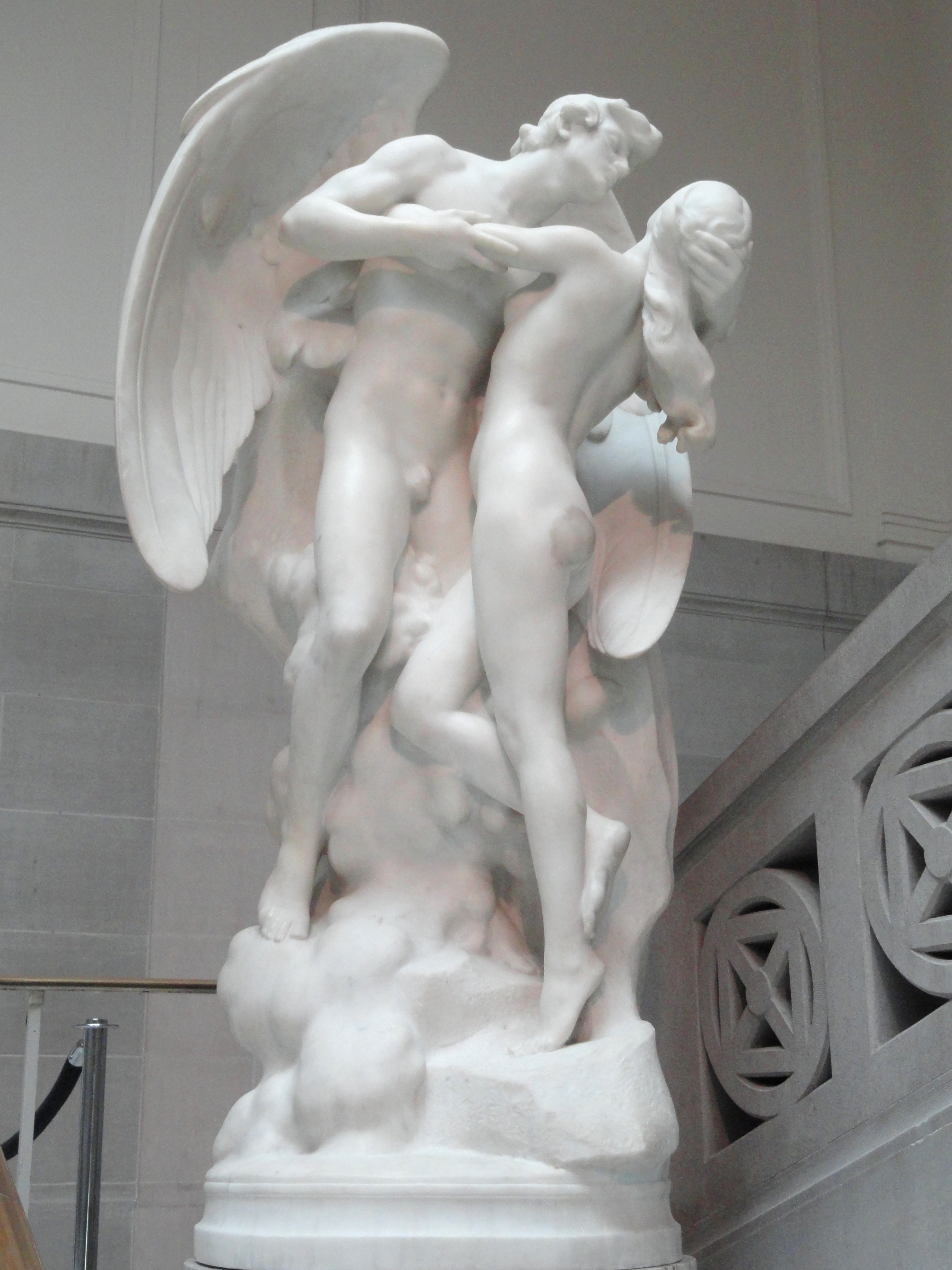
Les fils de Dieu virent que les filles des hommes étaient belles, par Daniel Chester French (1823). Le titre de la sculpture provient de Gn 6:2, qui explique la naissance des Nephilim, épisode auquel l'épître du pseudo-Jude fait référence.

Dans les épîtres catholiques, la deuxième attribuée à l'apôtre Pierre, et celle attribuée à Jude, frère de Jésus, font référence à Sodome et à Gomorrhe.

« [Et Dieu] s'il a réduit en cendres les cités de Sedôm et d'Amora [c.-à-d. Gomorrhe], les condamnant en les donnant en exemple pour les criminels de l'avenir ; s'il a délivré Lot le juste, qu'accablait l'impudente conduite des hors-la-loi, oui, ce juste habitait parmi eux, il les voyait et les entendait jour après jour, tourmenté en son être de juste par leurs œuvres de non-tora. »

— 2 Pierre, II, 6-8.

« Mais je veux vous le rappeler, à vous qui savez tout : l'Adôn, ayant sauvé en une fois le peuple de la terre de Misraîm, a ensuite détruit les sans-adhérence. Les messagers [anges] qui n'ont pas gardé leur entête mais ont délaissé leur demeure, il les garde, liés en pérennité dans l'obscurité, pour le jugement du grand jour. Ainsi de Sedôm et Amora et des villes voisines, qui putassaient de même et s'en allaient derrière une autre chair ; elles gisent en exemple, subissant la peine du feu en pérennité. »

— Jude, I, 5-7.
L'avertissement de l'auteur de 2 Pierre ressemble à celui de Jude, dont l'épître dépend en termes littéraires. Le choix des mots, basé sur le contraste entre les « méchants » et le « juste », est similaire à celui de Romains 1, de sorte que l'auteur est considéré comme un élève des enseignements de Paul. Les auteurs indiquent que des anges, « fils de Dieu », et les habitants de Sodome ont commis un même péché : les premiers en voulant s'unir aux « filles des hommes », et les seconds en voulant s'unir aux anges, « dont la chair était autre, d’une autre nature, que la leur », commente Louis Bonnet. Néanmoins, certains interprètes conservateurs assimilent l'hérésie contre laquelle 2 Pierre met en garde avec l'homosexualité ou les mouvements LGBT+ en général,.